# Ђорђо Басани
Ђорђо Басани (итал. Giorgio Bassani; Болоња, 4. март 1916 — Рим, 13. април 2000) био је италијански писац, песник, есејиста, новинарски уредник и интелектуалац. Познат је по серији од шест романа под називом „Роман о Ферери“, коју је писао четрдесет година, од 1938. до 1978. Серија се састоји од романа „Унутар зидина“, „Златне наочаре“, „Врт Финци-Континијевих“, „Иза врата“, „Чапља“ и „Мирис сена“. У њој је представио судбину ферарских Јевреја непосредно пре, током и после Другог светског рата. „Врт Финци Континијевих“, трећи роман ове серије, сматра се Басанијевим најбољим књижевним остварењем и има статус класика италијанске књижевности. На основу романа снимљен је истоимени филм у режији Виторија де Сике. То је уједно и једино Басанијево дело преведено на српски језик.
За своја књижевна дела добио је престижне италијанске награде Стрега, Кампијело и Вијаређо.

## Биографија
Ђорђо Басани се родио у Болоњи 4. марта 1916. у јеврејској породици, као син Енрика, угледног доктора, и Доре Басани. Имао је сестру Џени и брата Паола. Страствено је волео музику и намеравао је да постане пијаниста. Међутим, ускоро му је књижевност постала главна преокупација. Образовао се на Болоњском универзитету, путовавши свакодно возом треће класе из Ферере. Велики утицај на њега имао је италијански филозоф и естетичар Бенедето Кроче. Упркос антисемитским законима донесеним 1938, успео је да дипломира 1939, написавши тезу о деветнаестовековном писцу, новинару и лексикографу Николу Томасеу. Запослио се као учитељ у Јеврејској школи у Ферери, пошто су му као Јевреју могућности запослења пред сам почетак Другог светског рата биле ограничене.
Његова прва књига „Град равнице“ (Una città di pianura) објављена је, не би ли сакрио своје јеврејско порекло, под псеудонимом Ђакомо Марчи 1940. Убрзо се укључио у антифашистишку борбу. Ухапшен је у мају 1943, а пуштен 26. јула 1943, дан након што је Мусолини збачен са власти. Исте године оженио се са Валеријом Синигалијом, са којом се на кратак период преселио у Фиренцу, а затим у Рим, где ће остати до краја живота. Прва збирка поезија, Storie dei poveri amanti e altri versi, појавила се 1944, а друга, Te lucis ante, 1947. Уређивао је књижевни часопис Botteghe oscure од његовог оснивања 1948 до укидања 1960.
Ширу читалачку публику придобија издавањем збирке приповедака „Пет прича о Ферери“ (Cinque storie Ferraresi). Као главни уредник издавачке куће Фелтринели, Басани је одговоран за издавање постхумног романа „Гепард“ Ђузепеа Томазија ди Лампедузе. Када је одштампан 1958. роман је доживео велики успех. Басанијеве уредничке интервенције у рукопису, пропраћене упутствима Елене Кроче која му је рукопис поверила, сматране су касније контроверзним. Издања овог романа последњих година много су ближа Лампедузиној последњој ауторској вољи.
Роман „Златне наочаре“ (Gli occhiali d'oro) издат је 1958, и у њему је уметнички обликовао тему маргинализације Јевреја и хомосексуалаца. „Златне наочаре“ заједно, са збирком приповедака „Пет прича о Ферери“ (које је прерадио и објавио под новим насловом „Унутар зидина“ 1973) и још четири романа: „Врт Финци Континијевих“ (Il giardino dei Finzi-Contini 1962), „Иза врата“ (Dietro la porta, 1964); „Чапља“ (L'airone 1968) и „Мирис сена“ (L'odore del fieno 1972), чине такозвани циклус „Роман о Ферери“. У овом циклусу реалистички је приказан живот јеврејске заједнице под фашизмом.
Басани је умро 13. априла 2000. и сахрањен је на јеврејском гробљу у Ферери.